# Campoletis linearis
Campoletis linearis là một loài tò vò trong họ Ichneumonidae.